# Nhà thờ Tin lành ở Vlachovo
Nhà thờ Tin lành ở Vlachovo (tiếng Slovakia: Evanjelický kostol vo Vlachove) là nhà thờ Tin lành ở làng Vlachovo, huyện Rožňava, vùng Košice, Slovakia. Nhà thờ này được ghi danh vào Danh sách Di tích Trung ương theo quyết định của Bộ Văn hóa Cộng hòa Slovakia vào ngày 1 tháng 1 năm 1988.

## Lịch sử
Nhà thờ Tin lành ở Vlachov được xây dựng vào khoảng cuối thế kỷ 15. Nhà thờ lúc này đã có một tòa tháp chuông ở phía tây. Trong thế kỷ 19, công việc tái thiết nhà thờ ở quy mô lớn diễn ra vào khoảng năm 1870. Lúc bấy giờ, Bá tước Hungary Emanuel Andráši cũng là một trong những nhà tài trợ cho việc xây dựng lại nhà thờ. Đến năm 1904, một trận hỏa hoạn lớn xảy ra, đã khiến nhà thờ bị hư hại nặng và phải xây dựng lại. Nhà thờ cũng được trùng tu từ năm 1948 đến năm 1950.

## Nội thất
Ngày nay, bên trong nhà thờ còn lưu giữ nhiều hiện vật lịch sử như: một cánh cửa sắt kiểu Gothic ở tầng hầm được rèn từ thế kỷ 16, một bàn thờ hiện đại được xây vào khoảng năm 1880, năm quả chuông từ giữa giai đoạn 1904 - 1922 và các bức bích họa có từ năm 1733 - 1737.